# Dominio fluvial
El dominio fluvial es el derecho de todo Estado a ejercer soberanía sobre el curso o porción del curso de un río, arroyos y cualquier. otro curso de agua en los trechos que corren dentro del territorio del Estado, lo atraviesan o separan.
Sin embargo, han surgido normas de Derecho internacional que limitan las potestades del Estado soberano respecto a los cursos de agua situados en su territorio, relativas a la navegación fluvial y a los usos de éstos y sus aguas para fines distintos a la navegación.

## Clasificación
Existen dos categorías de ríos: 
- los ríos interiores o nacionales, que tienen su curso en el territorio de un Estado y
- los ríos que en su curso separan o atraviesan el territorio de más de un Estado, llamados también binacionales o internacionales. Estos ríos pueden ser fronterizos o sucesivos, o ambas cosas a la vez.

Los ríos internacionalizados son aquellos en los cuales existe libertad de navegación que según sea más o menos amplia puede ser a favor de todas las banderas o sólo de los ribereños.

## Navegación fluvial
En la actualidad, ha prevalecido la tesis de que, en virtud de principios generales y normas consuetudinarias, existe una comunidad de derechos en todo el curso de un río a favor de todos los ribereños, lo que comprende la libre navegación en todas sus partes en beneficio de todos ellos, sin necesidad de contra prestaciones. 
Sin embargo, generalmente es necesario regular por convenios el modo y forma de ejercitar tales derechos. 
No existe una norma consuetudinaria de Derecho Internacional que obligue a los Estados a abrir la navegación de los ríos que bordean o atraviesan su territorio a favor de todos los usuarios en general.

## Administración
La policía y administración de un río abierto a la libre navegación suscita numerosos problemas: el régimen aduanero, el pilotaje, los reglamentos de puerto, las tasas, etc. 
La norma general es que en principio la administración de cada sector del río es ejercida por el respectivo ribereño.
Una fórmula que ha llegado a evitar problemas, sobre todo en los ríos europeos donde la concentración de la navegación es muy grande, consiste en el establecimiento de comisiones internacionales de administración fluvial.

## Otros usos de las aguas fluviales
La utilización por parte de un ribereño puede afectar los derechos o intereses de otros ribereños desde que la actividad de un Estado, en virtud de la acción del propio curso de agua, hace sentir sus efectos en el territorio de otro Estado. 

### La doctrina David Harmon
Esta postura afirma que cada Estado es amo de su territorio y puede ejercer respecto de los cursos de agua, mientras corran dentro de sus límites todas las medidas que estime convenientes a su interés nacional, despreocupándose de sus repercusiones y efectos más allá de fronteras.
Esta postura fue sustentada en 1895 por el procurador general Harmon, de Estados Unidos, al ser consultado sobre la responsabilidad internacional de los Estados Unidos por los perjuicios sufridos por agricultores mexicanos, cuando con el propósito de fomentar la irrigación en el territorio estadounidense, se desviaron las aguas del Río Grande.
México aducía que como el río era un curso de agua navegable y limítrofe, Estados Unidos estaba obligado a limitarse en su utilización a trabajos que ya no redujeran el volumen de las aguas, salvo que existiera un acuerdo previo.
A fines de los años cincuenta la doctrina Harmon fue sometida a una severa prueba en los Estados Unidos, como consecuencia de un grave conflicto suscitado con Canadá relativo a la utilización del río Columbia. 
En Estados Unidos se habían construido varias obras hidroeléctricas, que no podían aprovecharse al máximo en virtud de las grandes fluctuaciones de las corrientes del río. La solución era construir, en la parte superior del río, un depósito de almacenaje que regulara el cauce; sin embargo la mayoría de los lugares aptos estaban en Canadá. 
En un principio Estados Unidos no admitía estar obligado al pago de compensación alguna a favor de Canadá, como consecuencia de los beneficios obtenidos aguas abajo por lo que Canadá planteó la posibilidad de desviar el río que proporcionarían a Canadá sin beneficiar a las plantas de Estados Unidos.
Esta iniciativa condujo a Estados Unidos a un reexaminar la doctrina Harmon y la iniciativa de Mc Naughton dio lugar a la celebración de un tratado firmado en 1961 en el cual Estados Unidos aceptó el principio de la compensación de los beneficios logrados. 
La doctrina Harmon fue entonces repudiada por Estados Unidos ya que desde el punto de vista jurídico esta doctrina es totalmente infundada, porque solo toma en cuenta la soberanía territorial de un Estado ignorando la soberanía territorial del estado vecino.

### Deber de notificar y consultar
El Estado que se apresta a iniciar la ejecución de trabajos susceptibles de afectar un curso de agua internacional, deberá notificar y consultar a los otros Estados ribereños.
Algunos autores sostienen que este deber existe únicamente cuando los trabajos proyectados puedan provocar serios perjuicios, no siendo exigible su cumplimiento cuando los daños sean mínimos. No obstante parecería, que la obligación debe existir en cualquier tipo de utilización programada, lo que responde a la necesidad de brindar oportunidad a los otros Estados ribereños a juzgar por sí mismos la entidad del perjuicio que se les puede causar. 
El deber de notificar y de consultar no implica la necesidad de obtener el consentimiento del corribereño. No existe ninguna norma o principio del Derecho Internacional que exija que el Estado que se propone ejecutar obras en su territorio deba contar con el consentimiento previo de los corribereños. Ello significaría en la práctica, la existencia de un derecho de veto, con el cual los Estados tendrían la oportunidad de asegurarse ventajas exorbitantes a cambio de la prestación de su consentimiento.
Tres situaciones pueden presentarse con motivo del cumplimiento de la obligación de notificar:
- Que el corribereño manifieste que no tiene objeciones.
- Que no se conteste dentro de un término razonable.
- Que el Estado corribereño se oponga a los trabajos proyectados invocando que los mismos causan un daños sustancial.

En este último caso se ha planteado una controversia internacional la cual debe ser resuelta por medios pacíficos. Recurriendo en primer lugar al método de la negociación, siendo el más eficaz la formación de Comisiones Fluviales conjuntas, que constituyan un foro donde los Estados puedan sostener sus respectivas posiciones sin involucrar a autoridades gubernamentales de más alto nivel. 
Pero la obligación de negociar no implica el deber de alcanzar un acuerdo y en caso de fracasar las mismas el conflicto es lo suficientemente serio como para justificar la intervención de órganos de las Naciones Unidas.